# Pasteosia irrorata
Pasteosia irrorata är en fjärilsart som beskrevs av George Francis Hampson 1900. Pasteosia irrorata ingår i släktet Pasteosia och familjen björnspinnare. Inga underarter finns listade i Catalogue of Life.